# مرصيص (مصيرة)
مرصيص منطقة سكنية تقع في ولاية مصيرة، التابعة لمحافظة جنوب الشرقية في سلطنة عمان. يقدر عدد سكانها بـ 7 نسمة حسب إحصاء عام 2010 التابع للمركز الوطني للإحصاء والمعلومات الحكومي. رمز المنطقة هو 80530230.

## الوصلات الخارجية
- المركز الوطني للإحصاء والمعلومات، سلطنة عمان